# Rezydenci (serial telewizyjny)
Rezydenci (ang.The Resident) – amerykański serial telewizyjny (dramat medyczny) wyprodukowany przez Fuqua Films, 3 Arts Entertainment, Up Island Films oraz 20th Century Fox Television, który twórcami są Amy Holden Jones, Hayley Schore i Roshan Sethi. Serial jest emitowany od  21 stycznia 2018 roku przez FOX.
W Polsce serial jest emitowany od 4 września 2018 roku przez  Fox Polska.

## Fabuła
Akcja serialu dzieje się w szpitalu Chastain Park Memorial Hospital w Atlancie. Skupia się na lekarzu Devonie Praveshu, który rozpoczyna pracę jako stażysta. Jego zwierzchnikiem zostaje dr Conrad Hawkins, buntowniczy i genialny rezydent trzeciego roku.

## Obsada

### Główna
- Matt Czuchry jako dr Conrad Hawkins, starszy rezydent[4]
- Emily VanCamp jako Nicolette "Nic" Nevin, pielęgniarka[5]
- Manish Dayal jako dr Devon Pravesh[6]
- Shaunette Renée Wilson jako dr Mina Okafor[7]
- Bruce Greenwood jako dr Randolph Bell, szef oddziału[6]
- Moran Atias jako Renata Morali[8](sezon 1)[9]
- Merrin Dungey jako Claire Thorpe[10](sezon 1)[9]
- Melina Kanakaredes jako dr Lane Hunter[11](sezon 1)[9]

### Role drugoplanowe
- Elizabeth Faith Ludlow jako dr Cara Ramirez
- Violett Beane jako Lily Kendall[12]
- Jane Leeves jako dr Kitt Voss (sezon 2)[9]

## Odcinki
| Sezon | Odcinki | Oryginalna emisja w FOX | Oryginalna emisja w FOX | Oryginalna emisja w Fox Polska | Oryginalna emisja w Fox Polska | Oryginalna emisja w Fox Polska |
| Sezon | Odcinki | Premiera sezonu         | Finał sezonu            | Premiera sezonu                | Finał sezonu                   |                                |
| ----- | ------- | ----------------------- | ----------------------- | ------------------------------ | ------------------------------ | ------------------------------ |
| 1     | 14      | 21 stycznia 2018        | 14 maja 2018            | 4 września 2018                | 4 grudnia 2018                 |                                |
| 2     | 23      | 24 września 2018        | 6 maja 2019             | 11 grudnia 2018                | 14 maja 2019                   |                                |
| 3     | 20      | 24 września 2019        | —                       | 20 listopada 2019              | —                              |                                |

## Produkcja
31 stycznia 2017 roku, stacja zamówiła pilotowy odcinek dramatu medycznego od Amy Holden Jones, Hayley Schore i Roshan Sethi.
W kolejnym miesiącu ogłoszono, że Bruce Greenwood, Manish Dayal i Matt Czuchry dołączyli do obsady głównej.
W marcu 2017 roku, poinformowano, że Emily VanCamp i Shaunette Renée Wilson wcielą się w rolę: Nicolette "Nic" Nevin, dr Mina'y Okafor.
10 maja 2017 roku, stacja FOX ogłosiła, że zamówienie pierwszego sezonu dramatu, który zadebiutuje w sezonie telewizyjnym midseason 2017/2018.
W sierpniu 2017 roku, poinformowano, że obsada serialu powiększyła się o Moran Atias oraz Melina'e Kanakaredes
We wrześniu ogłoszono, że w serialu zagrają: Violett Beane i Merrin Dungey
6 maja 2018 roku, stacja FOX przedłużyła serial o drugi sezon
W czerwcu 2018 roku, poinformowano, że Jane Leeves dołączyła do drugiego sezonu.
Pod koniec marca 2019, FOX poinformował o przedłużeniu serialu na trzeci sezon.